# Metoda Langleya

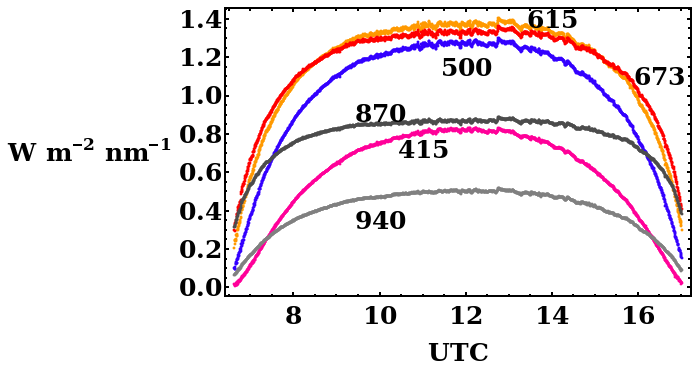
Radiacja słoneczna na wykresie liniowym.

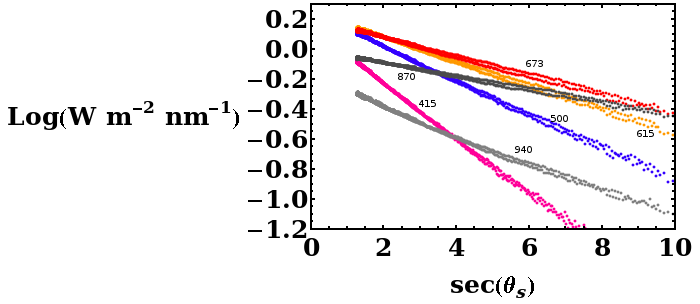
Radiacja słoneczna na wykresie Langleya.

Metoda Langleya (wykres Langleya) służy m.in. do określenia stałej słonecznej (ilości promieniowania słonecznego w przestrzeni kosmicznej) za pomocą pomiarów na powierzchni Ziemi, umożliwiając określenie pochłaniania promieniowania przez atmosferę. Metodę tę stosuje się standardowo przy pomiarach jasności gwiazd, tak aby uzyskać wartości nieobciążone ekstynkcją atmosferyczną.
Metoda wykorzystuje fakt, że wiązka promieniowania przechodząc przez atmosferę pod różnymi kątami do pionu przechodzi na swojej drodze różną kolumnę masy atmosfery, od której zależy wielkość pochłaniania światła. Przy niewielkich kątach względem pionu można przyjąć model płasko-równoległy atmosfery ziemskiej i wtedy pochłanianie światła jest proporcjonalne do secansa odległości zenitalnej obiektu. Mierząc jak zmienia się radiancja (dla Słońca) bądź irradiancja (dla gwiazd) wraz z odległością zenitalną można wyznaczyć, jaka byłaby jasność tego ciała, gdyby znalazło się w zenicie, a ekstrapolując wyniki – jego jasność poza atmosferą.
Obecnie istnieją dokładniejsze metody pomiarów stałej słonecznej, ale wykres Langleya nadal służy do kalibracji fotometrów słonecznych. W USA większość precyzyjnych kalibracji dokonywana jest w obserwatorium Mauna Loa na Hawajach.
Metodę opracował w XIX wieku Samuel Pierpont Langley.